# Kunovice (powiat Vsetín)
Kunovice – gmina w Czechach, w powiecie Vsetín, w kraju zlińskim. Według danych z dnia 1 stycznia 2012 liczyła 628 mieszkańców.